# Listă alfabetică a localităților din Canada
- Ghidul localităților din Canada - litera A
- Ghidul localităților din Canada - litera B